# روبرتو سبيرانزا
روبرتو سبيرانزا (بالإيطالية: Roberto Speranza)‏، عضو في مجلس النواب الإيطالي ويشغل منصب سكرتير ارتيكل وان الوطني. ويشغل منصب وزير الصحة في حكومة رئيس الوزراء جوزيبي كونتي، منذ 5 سبتمبر 2019.

## النشأة والتعليم
ولد روبرتو سبيرانزا في بوتنسا، بازيليكاتا عام 1979. خلال العقد الأول من القرن الحادي والعشرين، تخرج من كلية العلوم السياسية من الجامعة الدولية للدراسات الاجتماعيه جيدو كارلى في روما.

## الحياة السياسية

### بداية الحياة السياسية
في عام 2005، تم انتخاب سبيرانزا ليحصل علي منصب السلطة التنفيذية الوطنية لليفت يوث، ليمثل الشباب في حزب الديمقراطيين اليساريين، وهو الحزب الاشتراكي الديمقراطي الرئيسي في إيطاليا. في سن 25 تم انتخاب اسبيرانزا ليصبح عضو مجلس مدينة بوتنسا، وقد استمر في هذا المنصب منذ 2004 حتي 2009. وفي مارس 2007 اُنتخِب رئيسًا وطنياً لليفت يوث.بينما في أكتوبر من نفس العام تم تعيينه ليصبح الممثل الوطني للحزب الديمقراطي.
في فبراير 2008، تم تعيين سبيرانزا من قبل سكرتير والتر فيلتروني في اللجنة الوطنية للشباب الديمقراطيين، بمهمة إنشاء منظمة شبابية جديدة للحزب الديمقراطي.في 9 نوفمبر 2009، تم انتخابه ليصبح سكرتيرًا لعمدة بازيليكاتا.

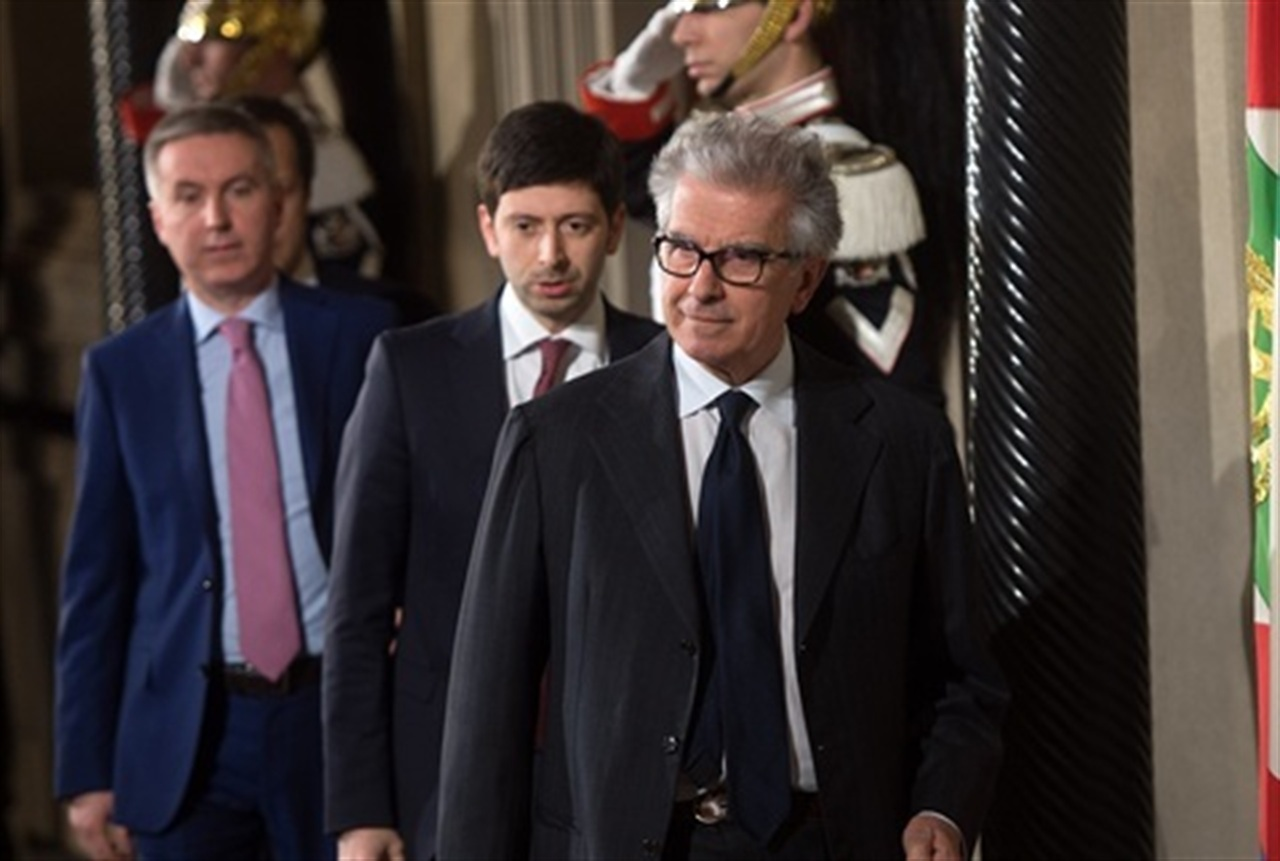
سبيرانزا مع لويجي زاندا و ليرنزو جريني في قصر كيرينالي